# 베니 루빈
베니 루빈(Benny Rubin, 1899년 2월 2일 ~ 1986년 7월 15일)은 미국의 배우, 희극 배우, 영화 배우, 텔레비전 배우, 라디오 DJ이다.

## 영화
- 죽음의 가스 (1978년)
- 쉐기 D.A. (1976년)
- 나우 유 씨 힘, 나우 유 돈 (1972년)
- 바람의 저편 (1972년)
- 위치 웨이 투 더 프론트 (1970년)
- 싸이코 드라마 (1969년)
- 제12순찰대 (1968년)
- 모던 밀리 (1967년)
- 댓 퍼니 필링 (1965년)
- 내 사랑 지니 (1965년)
- 사고뭉치 간호조무사 (1964년)
- 루킹 포 러브 (1964년)
- 미스터 에드 (1961년)
- 더 딕 트레이시 쇼 (1961년)
- 심부름 소년 (1961년)
- 포켓에 가득찬 행복 (1961년)
- 제발 데이지는 먹지 마세요 (1960년)
- 홀 인 더 헤드 (1959년)
- 파티 걸 (1958년)
- 1만개의 침실들 (1957년)
- 미트 미 인 라스 베가스 (1956년)
- 텐더 트랩 (1955년)
- 베니 굿맨 스토리 (1955년)
- 어바웃 미스터 레슬리 (1954년)
- 마스터슨 오브 캔사스 (1954년)
- 수잔은 여기 자고 있다 (1954년)
- 이지 투 러브 (1953년)
- 토치 송 (1953년)
- 브로드웨이 (1942년)
- 수줍은 독신남 (1942년)
- 써니 (1941년)
- 천국의 사도 조단 (1941년)
- 노, 노, 나네트 (1940년)
- 럭키 파트너 (1940년)
- 고 인투 유어 댄스 (1935년)
- 조지 화이트의 1935 스캔달 (1935년)
- 데이 러니드 어바웃 위민 (1930년)
- 몬타나 문 (1930년)
- 마치 오브 타임 (1930년) - 본인 역
- 러브 인 더 러프 (1930년)
- 로드 바이론 오브 브로드웨이 (1930년)
- 레더넥 (1930년)
- 칠드런 오브 프레져 (1930년)
- 이츠 어 그레이트 라이프 (1929년)
- 마리앤 (1929년)
- 노티 베이비 (1928년)